# Cheilopogon atrisignis
Cá chuồn dài , tên khoa học Cheilopogon atrisignis, là một loài cá chuồn trong họ Exocoetidae.